# Paul von Herrmann
Siegfried Paul von Herrmann (* 1. Mai 1857 in Berlin; † 4. Januar 1921 ebenda) war ein deutscher Jurist. Von 1914 bis 1921 war er Präsident des Preußischen Oberverwaltungsgerichts.
Paul von Herrmann war ein Sohn des jüdischen Kaufmanns und Reichsbankagenten Magnus Herrmann (1817–1894) und der Mathilde, geb. Friedländer (1824–1902). Im Jahr 1884, nach dem Jurastudium, dem Militärdienst als Einjährig-Freiwilliger und dem Referendariat konvertierte er in der Zionskirche Berlin zum Protestantismus. Taufpaten waren die Bankiers Robert Mendelssohn und Robert Warschauer sowie der Kunsthistoriker Bruno Güterbock. Anschließend arbeitete Herrmann zunächst 1884–1887 im preußischen Justizdienst, dann als selbständiger Rechtsanwalt. 1898 trat er der Gesellschaft der Freunde bei. Im Jahr 1900 wechselte er in den Dienst des preußischen Innenministeriums, im Jahr 1907 erfolgte seine Erhebung in den erblichen Adelsstand. Im März 1914 wurde Paul von Herrmann zum Präsidenten des preußischen Oberverwaltungsgerichts ernannt und arbeitete in dieser Position bis zu seinem Tod.
Herrmann heiratete am 14. März 1888 Marie Passini (1865–1954), die einzige Tochter des Malers Ludwig Passini, Enkelin des Bankiers Robert Warschauer und Urenkelin des Bankiers Alexander Mendelssohn. Das Paar hatte drei Söhne und eine Tochter.
Paul von Herrmann starb am 4. Januar 1921 im Alter von 63 Jahren in Berlin. Die Beisetzung erfolgte auf dem Friedhof I der Jerusalems- und Neuen Kirchengemeinde in Berlin-Kreuzberg in der Nähe des Grabes seines 1903 verstorbenen Schwiegervaters. Die Gittergrabanlage mit gesockelter Grabstele in Feld 1/3 ist erhalten.